# Brasile ai Giochi della XXX Olimpiade
Il Brasile ha partecipato ai Giochi della XXX Olimpiade di Londra, svoltisi dal 27 luglio al 12 agosto 2012, con una delegazione di 277 atleti di cui 117 donne.

## Medaglie
| Medaglia | Atleta                     | Sport              | Evento                         |
| -------- | -------------------------- | ------------------ | ------------------------------ |
| Oro      | Arthur Nabarrete Zanetti   | Ginnastica         | Anelli                         |
| Oro      | Sarah Menezes              | Judo               | 48 kg femminile                |
| Oro      | Brasile                    | Pallavolo          | Torneo femminile               |
| Argento  | Emanuel Alison Cerutti     | Beach volley       | Torneo maschile                |
| Argento  | Esquiva Florentino         | Pugilato           | Pesi medi maschile             |
| Argento  | Brasile                    | Calcio             | Torneo maschile                |
| Argento  | Thiago Pereira             | Nuoto              | 400 metri misti maschili       |
| Argento  | Brasile                    | Pallavolo          | Torneo maschile                |
| Bronzo   | Larissa Juliana            | Beach volley       | Torneo femminile               |
| Bronzo   | Yamaguchi Florentino       | Pugilato           | Pesi mediomassimi              |
| Bronzo   | Adriana Araújo             | Pugilato           | Pesi leggeri femminile         |
| Bronzo   | Mayra Aguiar da Silva      | Judo               | 78 kg femminile                |
| Bronzo   | Felipe Kitadai             | Judo               | 60 kg maschile                 |
| Bronzo   | Rafael Silva               | Judo               | +100 kg maschile               |
| Bronzo   | Yane Marques               | Pentathlon moderno | Gara femminile                 |
| Bronzo   | Robert Scheidt Bruno Prada | Vela               | Star                           |
| Bronzo   | César Cielo Filho          | Nuoto              | 50 metri stile libero maschili |

### Medaglie per disciplina
| Sport              | Oro | Argento | Bronzo | Totale |
| ------------------ | --- | ------- | ------ | ------ |
| Pallavolo          | 1   | 1       | 0      | 2      |
| Judo               | 1   | 0       | 3      | 4      |
| Ginnastica         | 1   | 0       | 0      | 1      |
| Pugilato           | 0   | 1       | 2      | 3      |
| Nuoto              | 0   | 1       | 1      | 2      |
| Beach volley       | 0   | 1       | 1      | 2      |
| Calcio             | 0   | 1       | 0      | 1      |
| Vela               | 0   | 0       | 1      | 1      |
| Pentathlon moderno | 0   | 0       | 1      | 1      |